# Бегельман, Дэвид
Дэвид Бегельман (англ. David Begelman, род. 28 февраля 1921 — 7 августа 1995) — американский магнат, кинопродюсер.

## Биография
Будучи президентом студии Columbia Pictures был уличён в конце 1970-х годов в махинациях с дорожными чеками, отправляемыми актёрам в качестве их гонораров, Дэвид Бегельман покрывал карточные долги. Он покинул студию и перешёл на Metro-Goldwyn-Mayer.
Застрелился в августе 1995 года в номере гостиницы Los Angeles Century Plaza Hotel.
У него осталась дочь.

## Фильмография
- Mr. Mom (1983),
- The Adventures of Buckaroo Banzai Across the 8th Dimension (1984),
- Mannequin (1987)
- Weekend at Bernie's (1989)